# Course de la Paix 1978
La 31e Course de la Paix a lieu du 10 au 24 mai 1978. Elle part de Berlin, passe à Prague, pour arriver à Varsovie. B P W, comme l'affiche le matériel annuel (badges, fanions, etc.). Le vainqueur individuel est un coureur soviétique, Alexander Awerin l'équipe victorieuse de celle de l'URSS.

## La course
15 équipes nationales, de 6 coureurs sont au départ à Berlin. 90 sélectionnés. Quinze jours plus tard, ce sont 58 coureurs qui sont acclamés à Varsovie. Le taux d'abandon atteint 35 % de la liste des engagés.
Les équipes :
- Pologne, Hongrie, Tchécoslovaquie, Bulgarie, Yougoslavie, RDA, URSS, Roumanie.
- Belgique, Italie, Grande-Bretagne, Finlande, Pays-Bas, France[1].
- Cuba, dont le coureur Carlos Cardet, remporte une étape, une "première" sur la course.

La course commence par un prologue contre-la-montre en soirée sur la Karl-Marx-Allee, à Berlin-est. Trois coureurs de l'équipe de RDA sont aux trois premières places, le 4e est le vainqueur de l'édition précédente, Aavo Pikkuus. Le-dit Pikkuus dynamite le peloton lors de la seconde étape alors que la météo vire au mauvais. Exploitant les sprints intermédiaires, le prix de la montagne, quelques hommes se détachent avec le coureur balte et soviétique, dont son coéquipier Alexandre Gussiatnikov, 27 ans d'âge, expérimenté, capitaine de route de l'équipe soviétique. À Erfurt, Aavo Pikkuus enlève l'étape, devant ses deux derniers compagnons, Gussiatnikov et Siegbert Schmeisser, le peloton à 4 min 41 s est réglé au sprint par Alexander Awerin. Le lendemain matin ce ne sont plus que 72 coureurs qui sont au départ au lieu des 88 de la veille. Les étapes suivantes, entre les routes de Thuringe, les Monts métallifères au nord de la Bohême, puis les monts des Sudètes, la course de mouvement amène une nouvelle échappée de long cours, entre Prague et Liberec, lors de la 7e étape. Un homme seul y triomphe, Alexander Awerin. Pointé au départ à 5 min 39 du leader, il prend le maillot frappé de la colombe avec 1 min 48 s d'avance sur un de ses coéquipiers soviétiques, Yuri Zacharov. Awerin remporte encore 2 étapes, et la course. Et Pikkus ? Naufragé à Liberec (où il cède 9 min et 38 s à son équiper Awerin), il s'emploie dans les classements annexes, dont il en remporte 2. Les soviétiques sont dans tous les compartiments de la course. Celle-ci, en utilisant les reliefs naturels, qui au centre des trois pays organisateurs offrent des terrains sélectifs change de dimension : la Course de la paix n'est plus seulement la course des super-rouleurs. Il faut remarquer l'absence d'une étape contre-la-montre, excepté le prologue.

### Les étapes
| #  | Date   | Villes étapes                             | km        | Vainqueur           | Leader              |
| -- | ------ | ----------------------------------------- | --------- | ------------------- | ------------------- |
| P  | 10 mai | Circuit dans Berlin (RDA)                 | 6,7 (clm) | Andreas Petermann   | Andreas Petermann   |
| 1  | 11 mai | Berlin (RDA) - Halle (RDA)                | 193       | Stanisław Szozda    | Andreas Petermann   |
| 2  | 12 mai | Halle (RDA) - Erfurt (RDA)                | 182       | Aavo Pikkuus        | Aavo Pikkuus        |
| 3  | 13 mai | Gotha (RDA) - Suhl (RDA)                  | 102       | Siegbert Schmeisser | Siegbert Schmeisser |
| 4  | 14 mai | Suhl (RDA) - Gera (RDA)                   | 162       | Yuri Zakharov       | Siegbert Schmeisser |
| 5  | 16 mai | Gera (RDA) - Karlovy Vary (TCH)           | 158       | Carlos Cardet       | Siegbert Schmeisser |
| 6  | 17 mai | Karlovy Vary (TCH) - Prague (TCH)         | 185       | Sante Fossato       | Siegbert Schmeisser |
| 7  | 18 mai | Prague (TCH) - Liberec (TCH)              | 140       | Alexander Awerin    | Alexander Awerin    |
| 8  | 19 mai | Liberec (TCH) - Hradec Králové (TCH)      | 155       | Michal Klasa        | Alexander Awerin    |
| 9  | 21 mai | Hradec Králové (TCH) - Jelenia Gora (POL) | 155       | Alexander Awerin    | Alexander Awerin    |
| 10 | 22 mai | Circuit autour de Jelenia Gora (POL)      | 146       | Giorgio Casati      | Alexander Awerin    |
| 11 | 23 mai | Jelenia Gora (POL) - Wroclaw (POL)        | 148       | Alexander Awerin    | Alexander Awerin    |
| 12 | 24 mai | Critérium dans Varsovie (POL)             | 70        | Kzrysztof Sujka     | Alexander Awerin    |

## Le classement général
|     | Cycliste               | Équipe |    | Temps            |
| --- | ---------------------- | ------ | -- | ---------------- |
| 1.  | Alexander Awerin       | URSS   | en | 46 h 43 min 07 s |
| 2.  | Yuri Zacharov          | URSS   | +  | 2 min 23 s       |
| 3.  | Mircea Romaşcanu       | ROU    |    | 3 min 09 s       |
| 4.  | Hans-Joachim Hartnick  | RDA    |    | 3 min 33 s       |
| 5.  | Jiri Skodá             | TCH    |    | 4 min 04 s       |
| 6.  | Aavo Pikkuus           | URSS   |    | 4 min 26 s       |
| 7.  | Siegbert Schmeisser    | RDA    |    | 4 min 56 s       |
| 8.  | Alexandre Gussiatnikov | URSS   |    | 6 min 18 s       |
| 9.  | Krzisztof Sujka        | POL    |    | 9 min 47 s       |
| 10. | Andreas Petermann      | RDA    |    | 9 min 58 s       |

## Les classements annexes

### Classement du plus combatif
|   | Cycliste         | Points |
| - | ---------------- | ------ |
| 1 | Aavo Pikkuus     | 41     |
| 2 | Janusz Pozak     | 35     |
| 3 | Alexander Awerin | 16     |

### Classement du combiné
|   | Cycliste         | Points |
| - | ---------------- | ------ |
| 1 | Aavo Pikkuus     | 90     |
| 2 | Alexander Awerin | 115    |
| 3 | Michal Klasa     | 135    |

### Classement du meilleur grimpeur
|   | Cycliste        | Points |
| - | --------------- | ------ |
| 1 | Krzysztof Sujka | 55     |
| 2 | Aavo Pikkuus    | 36     |
| 3 | Yuri Zacharov   | 32     |

### Classement par équipes
|   | Équipe          | Temps                |
| - | --------------- | -------------------- |
| 1 | URSS            | en 140 h 12 min 18 s |
| 2 | RDA             | + 15 min 15 s        |
| 3 | Tchécoslovaquie | + 21 min 12 s        |
| 4 | Pologne         | + 27 min 42 s        |
| 5 | Bulgarie        | + 1 h 03 min 05 s    |